# Caenis youngi
Caenis youngi är en dagsländeart som beskrevs av George Roemhild 1984. Caenis youngi ingår i släktet Caenis och familjen slamdagsländor. Inga underarter finns listade i Catalogue of Life.